# Olli Alho

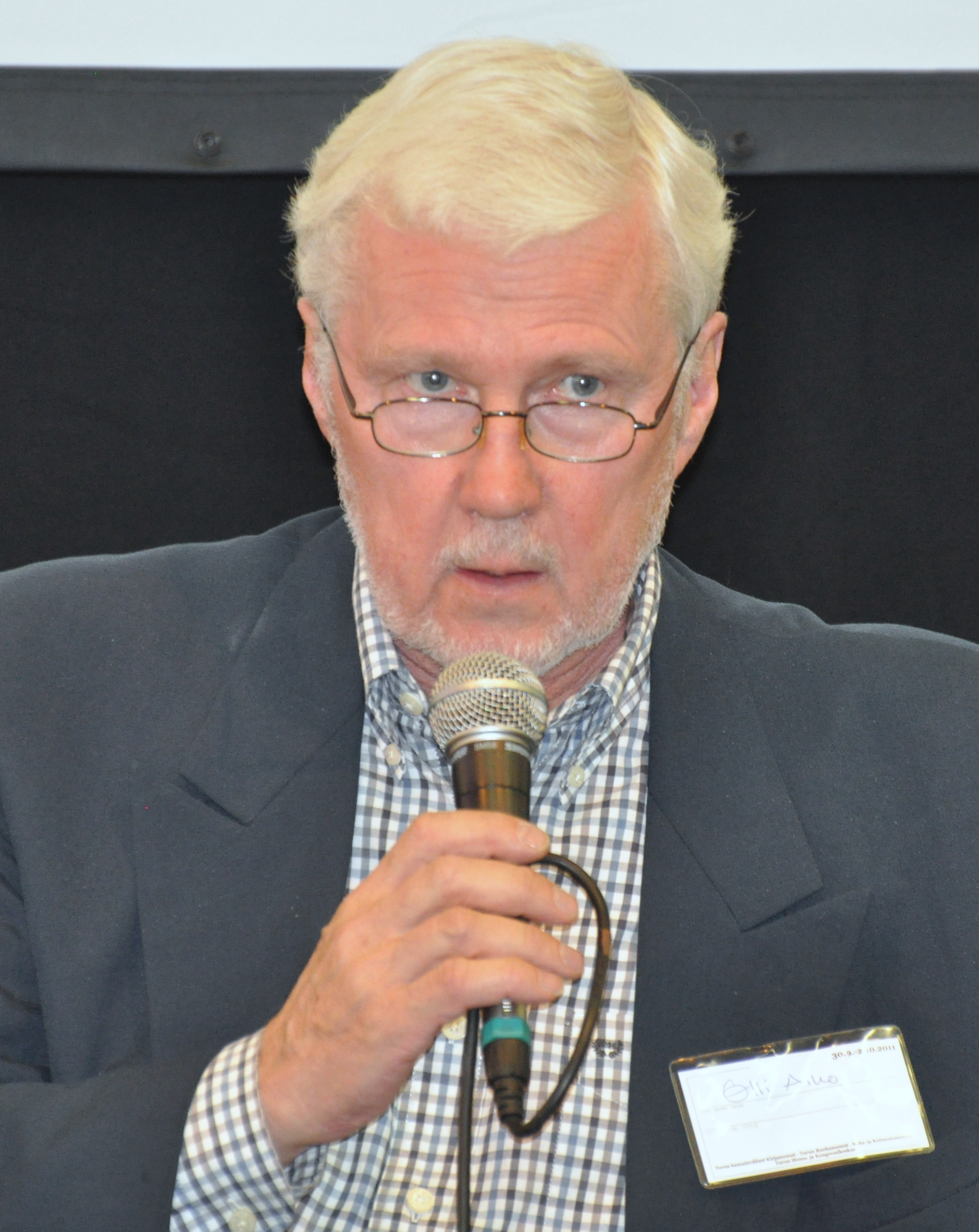
Olli Alho.

Olli Matti Kalervo Alho, född 25 februari 1953 i Sääksmäki, är en finländsk kulturantropolog och radioman. 
Alho var engagerad vid Jyväskylä kulturdagar 1967–1969 och överassistent i kulturantropologi vid Jyväskylä universitet 1974–1979. Han blev filosofie doktor 1976, docent i kulturantropologi vid Åbo universitet 1977 och har innehaft en rad förtroendeuppdrag inom den akademiska världen. Han var direktör för Finlands filmarkiv 1979–1989, anställdes vid Finlands Rundradio 1990 och blev programdirektör 1994. Han tilldelades professors titel 2004. 
Alho har bland annat skrivit doktorsavhandlingen Religion of the Slaves (1976), som behandlar de amerikanska slavarnas religion under åren 1830–1865, Orjat ja isännät, en studie om ingermanländska livegnas diktning (1979), Hulluuden puolustus (1988), om humorns och skrattets historia och 101 sikaria (2001, tillsammans med Jari Ehrnrooth), en bok om cigarrer.

## Utmärkelser
- Riddartecknet av I klass av Finlands Vita Ros’ orden,  6 december 2000[1]

[Redigera Wikidata]